# 加尔默罗会圣若瑟圣衣院
徐家汇圣衣院（法語：Zi-Ka-Wei Convent des Carmelites）又称苦修院，是加尔默罗会在中国上海建立的一个修女隐修院，曾为加尔默罗修会中国分会所，创建于1870年，关闭于1953年。圣若瑟圣衣院大楼兴建于1873年，现属上海大型国有企业上影集团的资产。

## 圣衣院历史

### 早期发展
1869年2月3日，应耶稣会天主教江南代牧区主教郎怀仁之邀，5位来自法国拉瓦尔加尔默罗会（圣衣会）的修女抵达上海徐家汇圣母院。
1870年2月19日，早些时日来华的拯亡会法国修女和中国守贞姑娘将徐家汇附近王家堂的一片房屋借居给了5位加尔默罗会修女。2月24日，郎怀仁主教宣布封门，修女在王家堂开始了与外界隔绝的隐修，加尔默罗会会规严格，包括守斋、苦行、缄默不语、与世隔绝。次年，又有两位来自拉瓦尔的修女加入了修行行列。

### 圣若瑟圣衣院启用
1873年12月8日，圣衣会在土山湾孤儿院对岸的肇嘉浜东侧动工兴建了圣衣会新会院，大院为一幢外表朴实的假四层砖木结构宗教建筑，称作「圣若瑟圣衣院」。1874年，圣衣院有修女17人，1948年为18人。1950年，有修女14人，其中外籍修女6人，院长为外籍的革克郎。

### 关闭后旧址现状
中华人民共和国建立后的1953年，圣衣会被中共当局关闭并移交由上海市徐汇区天主教爱国会管理。1958年，会院大楼划归给上海电影制片厂。2008年，上影集团启动建造上影集团大楼和上海电影博物馆，以「建造电影博物馆」为由，将具有上百年历史的圣衣院旧址整体拆除后原址原样重建，引发了不小的争议。重建后的圣衣院旧址于2013年完工，现为上影集团亚太电影会所。